# Su Shun
Su Shun (ur. 1816, zm. 8 listopada 1861) – chiński polityk i wojskowy.
Był protegowanym cesarza Xianfenga. Pełnił funkcje dowódcy Wojsk Ośmiu Chorągwi, kanclerza, szefa Centralnego Urzędu Podatkowego i zastępcy Wielkiego Sekretarza. Posiadał także prawo wolnego wstępu do komnat cesarskich. Wykorzystując swoją pozycję, zgromadził ogromny majątek. Po śmierci Xianfenga w sierpniu 1861 wszedł w skład Rady Regencyjnej sprawującej władzę w imieniu małoletniego cesarza Tongzhi. Odgrywał w tym gremium decydującą rolę, wywierając przemożny wpływ na państwo. Za jego sprawą wprowadzono w życie zmiany mające na celu wzmocnienie aparatu biurokratycznego, a także kontynuowano izolacjonistyczną politykę poprzedniego monarchy.
Jego pozycja wzbudziła obawy cesarzowej Cixi, obawiającej się swojej marginalizacji. Zawiązała ona spisek mający na celu obalenie potężnego ministra. Su Shun został aresztowany w miejscowości Banbidian pod Pekinem w pierwszych dniach listopada 1861. Ścięto go na Zachodnim Targu w Pekinie kilka dni później.